# Mad Dog II: The Lost Gold
Pour les articles homonymes, voir Mad Dog.
Mad Dog II: The Lost Gold   est un jeu vidéo de tir au pistolet et film interactif développé et édité par American Laser Games, sorti en 1992 sur borne d'arcade. Le jeu a été adapté sur 3DO, CD-I, DOS, Mega-CD et DVD vidéo en 1994.
C'est la suite de Mad Dog McCree (1990).